# 1390 Abastumani
Az 1390 Abastumani (ideiglenes jelöléssel 1935 TA) egy kisbolygó a Naprendszerben. Pelageja Sajn fedezte fel 1935. október 3-án.